# گرمابه بازار شاهرود
گرمابه بازار شاهرود مربوط به دوره زند است و در شاهرود، راسته بازار نو، مجاور ورودی بازار واقع شده و این اثر در تاریخ ۱۶ آذر ۱۳۷۶ با شمارهٔ ثبت ۱۹۴۲ به‌عنوان یکی از آثار ملی ایران به ثبت رسیده است.